# Hayden Foxe
Hayden Vernon Foxe (Sydney, Austràlia, 23 de juny de 1977) és un exfutbolista australià que jugava com a defensa. Va disputar 11 partits amb la selecció d'Austràlia. Actualment fa d'entrenador.
Trajectòria com a entrenador:
- 2012–2013 Melbourne Heart (futbol base)
- 2013 Melbourne Heart (assistent)
- 2015–2017 Western Sydney Wanderers (assistent)
- 2017 Western Sydney Wanderers (temporal)
- 2018–2020 Perth Glory (assistent)
- 2020 Perth Glory (temporal)
- 2021–2024 Western United (assistent)
- 2024 Austràlia